# Msunduzi
Msunduzi (officieel Msunduzi Local Municipality) is een gemeente in het Zuid-Afrikaanse district Umgungundlovu.
Msunduzi ligt in de provincie KwaZoeloe-Natal en telt 618.536 inwoners.

## Hoofdplaatsen
Het nationaal instituut voor de statistiek, Stats SA, deelt sinds de census 2011 deze gemeente in in 52 zogenaamde hoofdplaatsen (main place):
Ashburton • Chaewe • Chase Valley • Deda • Ebaleni • Edendale • Ehashini • Emaswazini • eMunyini • eSigodini Esifishane • Esinyaneni • eZibomvini • Gezubuso • Haza • Henley • Imbali • Kanzakana • Khobongwaneni • Khokwane • KwaDulela • KwaMgwagwa • KwaMncane • KwaMnyandu • KwaMpande • KwaMtoqotho • KwaNomo • KwaShange • Mafakathini • Mbabane • Mbumbane • Mbumbu • Munywini • Mvubukazi • Mvundlweni • Ngubeni • Nhluthelo • Nkabini • Northdale • Noshezi • Nqabeni • Nzondweni • Okhalweni • Phayipini • Pietermaritzburg • Qanda • Sinathingi • Songonzima • Tafuleni • The Msunduzi NU • Wilgefontein • Xamuxolo • Zayeka.